# Liên đoàn Cầu lông Việt Nam
Die Liên đoàn Cầu lông Việt Nam (auch englisch Vietnam Badminton Federation) ist die oberste nationale administrative Organisation in der Sportart Badminton in Vietnam. 

## Geschichte
Die Föderation wurde 1958 gegründet und im Oktober 1964 Mitglied im Weltverband IBF. Der Verband wurde später Mitglied im kontinentalen Dachverband Badminton Asia Confederation, damals noch unter dem Namen Asian Badminton Confederation firmierend. Nationale Meisterschaften werden seit 1964 ausgetragen. Der Sitz des Verbandes befindet sich in Hanoi. Der Verband gehört dem Nationalen Olympischen Komitee an.

## Bedeutende Veranstaltungen, Turniere und Ligen
- Vietnam Open
- Vietnam International
- Einzelmeisterschaften

## Bedeutende Persönlichkeiten
- Nguyen Van Anh, ehemaliger Präsident